# Remedy (Leony)
Remedy è un singolo della cantante tedesca Leony, pubblicato il 14 gennaio 2022 come terzo estratto dal primo album in studio Somewhere in Between.
È stato candidato per il Live Krone alla miglior canzone e riconosciuto con il Kids' Choice Award alla canzone preferita in Germania, Austria e Svizzera.

## Video musicale
Il video musicale, diretto da Mikis Fontagnier, è stato reso disponibile in concomitanza con l'uscita del brano attraverso il canale YouTube dell'etichetta.

## Tracce
Testi e musiche di Leonie Burger, Mark Becker e Vitali Zestovskih.
1. Remedy – 2:27

## Formazione
- Leony – voce
- Mark Becker – produzione
- Vitali Zestovskih – produzione

## Classifiche

### Classifiche settimanali
| Classifica (2022-23) | Posizione massima |
| -------------------- | ----------------- |
| Austria              | 9                 |
| Bielorussia          | 35                |
| Germania             | 5                 |
| Kazakistan           | 110               |
| Russia               | 16                |
| Svizzera             | 17                |
| Ucraina              | 175               |

### Classifiche di fine anno
| Classifica (2022) | Posizione |
| ----------------- | --------- |
| Austria           | 28        |
| Germania          | 21        |
| Russia            | 71        |
| Svizzera          | 51        |
| Classifica (2023) | Posizione |
| Bielorussia       | 102       |
| Classifica (2024) | Posizione |
| Bielorussia       | 149       |